# Forsvarsministeriet (Storbritannien)
 For alternative betydninger, se Forsvarsministeriet (flertydig). (Se også artikler, som begynder med Forsvarsministeriet)
Forsvarsministeriet i Storbritannien (Ministry of Defence, forkortes MoD) er et ministerium, der har ansvaret for de britiske væbnede styrker. Ministeriet blev oprettet den 1. april 1964, da Marineministeriet (Admiralty), Krigsministeriet (War Office) og Luftfartsministeriet (Air Ministry) blev slået sammen.
Ministeriet ledes af fire ministre: en statssekretær for forsvaret (secretary of state for defence), som er chef for ministeriet, en statsminister for de væbnede styrker (minister of state for the armed forces); en understatssekretær for forsvar og minister for indkøb til forsvaret (under secretary of state for defence and minister for defence procurement) og en understatssekretær for forsvar og minister for veteraner (under secretary of state for defence and minister for veterans).
Der hører tre værn under Forsvarsministeriet. Det er Royal Navy (som inkluderer Royal Marines), British Army og Royal Air Force.

## Forsvarsministre
Den hidtidige koordinerende forsvarsminister Peter Thorneycroft var secretary of state for defence fra 1. april til 16. oktober 1964. Han blev afløst af Denis Healey, der var forsvarsminister fra oktober 1964 til 1970. Den næste på posten var Peter Carington, der sad fra 1970 til 1974. Peter Carington var generalsekretær for NATO fra 1984 til 1988.
En senere forsvarsminister blev også generalsekretær for NATO. Det George Robertson, der var forsvarsminister fra 1997 til 1999, og som derefter var generalsekretær fra 1999 til 2004.

## Forgængere
Tidligere var det premierministerens opgave at koordinere forsvarets forskellige grene. I 1936 blev der udnævnt en ’’Minister for Co-ordination of Defence’’. I 1940 overtog premierminister Winston Churchill selv posten, og titlen blev ændret til det mere mundrette ’’Minister of Defence’’. Opgaven var dog stadig at koordinere Marineministeriet, Krigsministeriet og Luftfartsministeriet. I april 1964 blev de tre militære ministerier nedlagte, og ministeren fik nuværende titel ’’Secretary of State for Defence’’.

### Koordinerede forsvarsministre 1936–1940
- 1936–1939: Thomas Inskip, politiker
- 1939–1940: Ernle Chatfield, admiral, tidligere marineminister

### Koordinerede forsvarsministre 1940–1964
- 1940–1945: Winston Churchill, premierminister (første periode)
- 1945–1946: Clement Attlee, premierminister
- 1946–1950: Albert Victor Alexander, tidligere marineminister, medlem af Underhuset, senere af Overhuset
- 1950–1951: Emanuel Shinwell, politiker, parlamentarisk sekretær i krigsministeriet
- 1951–1952: Winston Churchill, premierminister (anden periode).
- 1952–1954: Harold Alexander, feltmarskal
- 1954–1955: Harold Macmillan, senere premierminister
- 1955: John Selwyn Brooke Lloyd, brigadegeneral, senere udenrigs- og finansminister
- 1955–1956: Walter Monckton, tidligere arbejdsminister
- 1956–1957: Antony Head, brigadegeneral, tidligere krigsminister
- 1957–1959: Duncan Sandys, (Churchills svigersøn), oberstløjtnant, senere minister for kolonierne og for Commonwealth.
- 1959–1962: Harold Watkinson, orlogskaptajn, tidligere parlamentarisk sekretær for arbejdsministeren, derefter transportminister
- 1962–1964: Peter Thorneycroft, tidligere finansminister

## Eksterne links
- Forsvarsministeriet

51°30′14″N 0°7′30″V / 51.50389°N 0.12500°V